# Wellingborough Whitworth F.C.
Wellingborough Whitworth Football Club là câu lạc bộ bóng đá Anh tọa lạc ở Wellingborough, Northamptonshire. Hiện tại CLB là thành viên của Division One thuộc United Counties League và họ thi đấu trên sân nhà London Road. Đội bóng đang được dẫn dắt bởi cựu cầu thủ James Daldy.

## Lịch sử
CLB được thành lập năm 1973 sau khi London Ideal Clothiers giải thể. Tại thời điểm đó hầu hết các cầu thủ của Clothiers đang chơi tại đội bóng thuộc Sunday league Victoria Millers, và sau khi thảo luận với Dave Woodley, Whitworths FC được thành lập. CLB mới bắt đầu ở Division One của Rushden and District League. Sau khi vô địch ở 2 mùa giải 1975–76 và 1976–77, họ chuyển lên East Midlands Alliance. CLB đoạt Munton Cup 2 lần. Trong lần thứ hai, cả đội hình chính và đội dự bị gặp nhau trong trận chung kết, đội dự bị đã giành chiến thắng 6–1. The following season reserve teams were banned from entering the cup.
Sau khi có nhiều sự thay đổi về sân vận động, CLB lên chơi ở Division One của United Counties League năm 1985. Sau đó CLB trụ lại được ở Division One, hai lần về đích ở vị trí thứ 2, và đoạt chức vô địch khi không thua một trận nào ở mùa giải 2006–07.
Mùa hè năm 2013, HLV Steve Sargent và Matty Freeman bị sa thải và thay thế bởi cựu tiền đạo của Flourmen là James Daldy cùng với trợ lý của ông, từng là một cầu thủ chuyên nghiệp Tommy Jaszczun.
Mùa hè năm 2014, Whitworth trải qua sự thay đổi lớn về cầu thủ và họ đứng thứ 17 chung cuộc ở Division One trong mùa giải đầu tiên Daldy dẫn dắt.

## Các danh hiệu
- United Counties League
  - Vô địch Division One: 2006–07
- East Midlands Alliance
  - Vô địch Munton Cup: 2 lần
- Rushden & District League
  - Vô địch Division One: 1975–76, 1976–77

## Các kỉ lục
- Số khán giả đến xem nhiều nhất: 1,150 vs Wellingborough Town, United Counties League Division One, 24 tháng 12 năm 2005

## Cầu thủ

### Đội hình hiện tại
Ghi chú: Quốc kỳ chỉ đội tuyển quốc gia được xác định rõ trong điều lệ tư cách FIFA. Các cầu thủ có thể giữ hơn một quốc tịch ngoài FIFA.
| Số | VT | Quốc gia | Cầu thủ              |
| -- | -- | -------- | -------------------- |
| 1  | TM | Anh      | Lee Baxter           |
| 5  | HV | Anh      | James Mallows        |
| 2  | HV | Anh      | Remy Brittain        |
| 3  | HV | Anh      | Ryan Baxter          |
| 4  | HV | Anh      | Theo Alcindor        |
| 6  | TV | Anh      | Ant Sharp            |
| 19 | TV | Anh      | Lee Purser           |
| 8  | TV | Anh      | Jonny Hazell         |
| 7  | TV | Anh      | Luke Raftery         |
| 20 | TV | Anh      | David Chippingbottom |

| Số | VT | Quốc gia | Cầu thủ        |
| -- | -- | -------- | -------------- |
| 19 | TV | Anh      | Mark Pryor     |
| 16 | TV | Anh      | James Gorman   |
| 14 | TV | Anh      | Cavell Jarvis  |
| 11 | TV | Anh      | Ross Patrick   |
| 17 | TV | Anh      | Tommy Jaszczun |
| 18 | TV | Anh      | James Hudson   |
| 10 | TĐ | Anh      | Dave Bendon    |
| 15 | TĐ | Anh      | Deven Ellwood  |
| 9  | TĐ | Anh      | Jamie White    |
| 12 | TĐ | Anh      | Luke McDonald  |